# 13世纪国家领导人列表

## 亚洲
- 中国
  - 南宋：
    1. 宋宁宗，宋朝皇帝，1194年－1224年
    2. 宋理宗，宋朝皇帝，1224年－1264年
    3. 宋度宗，宋朝皇帝，1264年－1274年
    4. 宋恭帝，宋朝皇帝，1274年－1276年
    5. 宋端宗，宋朝皇帝，1276年－1278年
    6. 赵昺，宋朝皇帝，1278年－1279年

  - 西辽：
    1. 耶律直鲁古，西辽皇帝，1177年－1211年
    2. 屈出律，西辽皇帝，1211年－1218年

  - 金：
    1. 金章宗，金朝皇帝，1189年－1208年
    2. 完颜永济，金朝皇帝，1208年－1213年
    3. 金宣宗，金朝皇帝，1213年－1224年
    4. 金哀宗，金朝皇帝，1224年－1234年
    5. 完颜承麟，金朝皇帝，1234年

  - 西夏：
    1. 夏桓宗，西夏皇帝，1193年－1206年
    2. 夏襄宗，西夏皇帝，1206年－1211年
    3. 夏神宗，西夏皇帝，1211年－1223年
    4. 夏献宗，西夏皇帝，1223年－1226年
    5. 李𪾢，西夏皇帝，1226年－1227年

  - 大理：
    1. 段智廉，大理皇帝，1200年－1204年
    2. 段智祥，大理皇帝，1204年－1238年
    3. 段祥兴，大理皇帝，1238年－1251年
    4. 段兴智，大理皇帝，1251年－1254年
- 蒙古帝国：
  -     1. 成吉思汗，蒙古大汗，1206年－1227年
    2. 拖雷，蒙古监国，1227年－1229年
    3. 窝阔台，蒙古大汗，1229年－1241年
    4. 乃马真后，蒙古摄政，1241年－1246年
    5. 贵由，蒙古大汗，1246年－1248年
    6. 海迷失后，蒙古摄政，1248年－1251年
    7. 蒙哥，蒙古大汗，1251年－1259年
    8. 阿里不哥，蒙古大汗，1259年－1264年
    9. 元世祖忽必烈，蒙古大汗，1260年－1294年；元朝皇帝，1271年－1294年
    10. 元成宗铁穆耳，蒙古大汗·元朝皇帝，1294年－1307年
- 喀喇汗国：
  - 西喀喇汗：

  1. 伊卜拉欣·本·侯賽因·本·哈桑，1179年－1203年
  2. 奧斯曼·伊本·易卜拉欣，1203年－1212年

  - 东喀喇汗：

  1. 玉素甫，1180年左右－1205年
  2. 穆罕默德三世，1205年－1210年
- 朝鲜半岛（王氏高丽）- 
  1. 高丽神宗，高丽国王，1197年－1204年
  2. 高丽熙宗，高丽国王，1204年－1211年
  3. 高丽康宗，高丽国王，1211年－1213年
  4. 高丽高宗，高丽国王，1213年－1259年
  5. 高丽元宗，高丽国王，1260年－1274年
  6. 高丽忠烈王，高丽国王，1274年－1298年、1298年－1308年
  7. 高丽忠宣王，高丽国王，1298年、1308年－1313年

  - 武臣政權

  1. 崔忠獻，1197年－1219年
  2. 崔怡，1219年－1249年
  3. 崔沆，1249年－1257年
  4. 崔竩，1257年－1258年
  5. 柳璥，1258年
  6. 金仁俊，1258年－1268年
  7. 林衍，1268年－1270年
  8. 林惟茂，1270年
- 日本 (平安时代) –
  - 天皇 – 
    1. 土御門天皇，1198年－1210年
    2. 順德天皇，1210年－1221年
    3. 仲恭天皇，1221年
    4. 後堀河天皇，1221年－1232年
    5. 四條天皇，1232年－1242年
    6. 後嵯峨天皇，1242年－1246年
    7. 後深草天皇，1246年－1259年
    8. 龜山天皇，1259年－1274年
    9. 後宇多天皇，1274年－1287年
    10. 伏見天皇，1287年－1298年
    11. 後伏見天皇，1298年－1301年

  - 镰仓幕府（征夷大将军） – 
    1. 源赖家，1202年－1203年
    2. 源实朝，1203年－1219年
    3. 藤原赖经，1226年－1244年
    4. 藤原赖嗣，1244年－1252年
    5. 宗尊亲王，1252年－1266年
    6. 惟康亲王，1266年－1289年
    7. 久明亲王，1289年－1308年

  - 镰仓幕府（执权） –  
    1. 北条时政，1203年－1205年
    2. 北条义时，1205年－1224年
    3. 北条泰时，1224年－1242年
    4. 北条经时，1242年－1246年
    5. 北条时赖，1246年－1256年
    6. 北条长时，1256年－1264年
    7. 北条政村，1264年－1268年
    8. 北条时宗，1268年－1284年
    9. 北条贞时，1284年－1301年
- 大越
  - 李朝：
    1. 李高宗，大越皇帝，1175年－1210年
    2. 李惠宗，大越皇帝，1210年－1224年
    3. 李昭皇，大越皇帝，1224年－1225年

  - 陈朝：
    1. 陈太宗，大越皇帝，1225年－1258年
    2. 陈圣宗，大越皇帝，1258年－1278年
    3. 陈仁宗，大越皇帝，1278年－1293年
    4. 陈英宗，大越皇帝，1293年－1314年

  - 占婆：
    1. 蘇利耶跋摩，賓童龍國国王，1190年－1203年
    2. 闍耶波羅密首羅跋摩二世，占婆（第十二王朝）国王，1220年－？
    3. 闍耶因陀羅跋摩六世，占婆（第十二王朝）国王，1264年？
    4. 因陀羅跋摩六世，占婆（第十二王朝）国王，1265年－？
    5. 闍耶僧伽跋摩三世，占婆（第十二王朝）国王，1288年？－1307年
- 阿拉伯帝国（阿拔斯王朝）：
  1. 納賽爾，巴格达哈里发，1180年－1225年
  2. 查希爾一世，巴格达哈里发，1225年－1226年
  3. 穆斯坦綏爾一世，巴格达哈里发，1226年－1242年
  4. 穆斯台綏木，巴格达哈里发，1242年－1258年
  5. 穆斯坦綏爾二世，开罗哈里发，1261年
  6. 哈基姆一世，开罗哈里发，1261年－1302年

## 欧洲
- 教宗國：
  1. 依諾增爵三世，1198年－1216年
  2. 和诺理三世，1216年－1227年
  3. 額我略九世，1227年－1241年
  4. 策肋定四世，1241年
  5. 依諾增爵四世，1243年－1254年
  6. 亚历山大四世，1254年－1261年
  7. 烏爾巴諾四世，1261年－1264年
  8. 克肋孟四世，1265年－1268年
  9. 額我略十世，1271年－1276年
  10. 依諾增爵五世，1276年
  11. 哈德良五世，1276年
  12. 若望二十一世，1276年－1277年
  13. 尼各老三世，1277年－1280年
  14. 玛尔定四世，1281年－1285年
  15. 和诺理四世，1285年－1287年
  16. 尼各老四世，1288年－1292年
  17. 策肋定五世，1294年
  18. 波尼法爵八世，1294年－1303年
- 拜占廷帝国：
  - 安格洛斯王朝：

  1. 阿历克塞三世，拜占庭帝国皇帝，1195年－1203年
  2. 伊萨克二世，拜占庭帝国皇帝，1203年－1204年
  3. 阿历克塞四世，拜占庭帝国皇帝，1203年－1204年
  4. 阿历克塞五世，拜占庭帝国皇帝，1204年

  - 尼西亚帝国拉斯卡里斯王朝：

  1. 塞奥多利一世，尼西亚帝国皇帝，1205年－1221/1222年
  2. 约翰三世，尼西亚帝国皇帝，1221/1222年－1254年
  3. 塞奥多利二世，尼西亚帝国皇帝，1254年－1258年
  4. 约翰四世，尼西亚帝国皇帝，1258年－1195年

  - 巴列奥略王朝：

  1. 米海尔八世，拜占庭帝国皇帝，1259年－1282年
  2. 安德洛尼卡二世，拜占庭帝国皇帝，1282年－1328年
- 神圣罗马帝国- 
  1. 奥托四世，神圣罗马帝国皇帝，1209年－1215年
  2. 腓特烈二世，神圣罗马帝国皇帝，1220年－1250年
- 英格兰王国（金雀花王朝）：
  1. 无地王约翰，英格兰国王，1199年－1216年
  2. 亨利三世，英格兰国王，1216年－1272年
  3. 爱德华一世，英格兰国王，1272年－1307年
- 法兰西王国（卡佩王朝）：
  1. 腓力二世，法国国王，1180年－1223年
  2. 路易八世，法国国王，1223年－1226年
  3. 路易九世，法国国王，1226年－1270年
  4. 腓力三世，法国国王，1270年－1285年
  5. 腓力四世，法国国王，1285年－1314年
- 罗斯：
  1. 亚历山大·涅夫斯基，诺夫哥罗德大公（1236年－1252年，1257年－1259年）；基辅大公（1246年－1263年）；弗拉基米尔大公（1252年－1263年）

  - 莫斯科大公：

  1. 米哈伊尔·雅罗斯拉维奇·霍罗布里特，1247年－1248年
  2. 鲍里斯·米哈伊洛维奇，1248年－1263年
  3. 丹尼尔·亚历山德罗维奇，1276年－1303年